# Gata Kamsky
Gata Roustemovitch Kamsky (en tatar Ğataulla Kamski ; né le 2 juin 1974 à Novokouznetsk en Sibérie) est un joueur d'échecs soviétique puis américain. Grand maître international, il était 4e joueur mondial à son sommet en 1995. Il a remporté le championnat des États-Unis en 1991, 2010, 2011, 2013 et 2014.
En juin 2025, il annonce que son transfert vers la Fédération française des échecs est achevé et qu'il joue désormais pour la France.
Il est particulièrement connu pour avoir été très jeune un des tout premiers mondiaux, voire un espoir mondial, et avoir, malgré quasi une décennie d'absence échiquéenne, recouvré un niveau qui le place toujours, dans la deuxième décennie du XXIe siècle, parmi les meilleurs mondiaux.
Au 1er juillet 2013, il était le 2e joueur américain et le 11e joueur mondial, avec un classement Elo de 2 763 points qui constitue son record.
Au  1er juin 2025, Kamsky est le 5e joueur français, avec un classement Elo de 2 607 points.

## Biographie et carrière

### Débuts aux échecs et installation aux États-Unis
Kamsky est né à Novokouznetsk en Sibérie d'une famille d'origine tatare. Il gagne le championnat d'URSS des moins de vingt ans deux fois avant ses quinze ans. En 1989, il émigre aux États-Unis avec son père Röstäm. Son père est un ancien boxeur, décrit comme paranoïaque et violent, qui va jusqu'à menacer de mort Nigel Short au cours d'un match qui oppose le champion anglais à son fils en 1994,,.

### Finaliste du championnat du monde (1996)

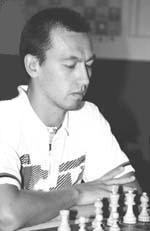
Gata Kamsky.

En 1990, Kamsky devient grand maître international devenant notamment le 8e joueur mondial à 16 ans avec 2 650 points Elo. En 1991, il gagne le championnat des États-Unis. Il a aussi eu de bons résultats dans les tournois les plus prestigieux, gagnant notamment le tournoi de Tilburg en 1990 (ex æquo avec Vassili Ivantchouk). Il finit second au Festival d'échecs de Bienne en 1993. Il gagne le tournoi de Las Palmas en 1994 puis le tournoi de Dos Hermanas en 1995 (ex æquo avec Karpov et Adams). Au début des années 1990, il était considéré comme le principal rival de Judit Polgár, vue comme la plus prometteuse des prodiges aux échecs.
En 1994, Fernando Arrabal, Camilo José Cela, Milan Kundera et huit autres intellectuels demandent « qu'on cesse les calomnies contre les Kamsky pour nous permettre d'être comblés par l'immense talent de Gata ». D'autre part, le dramaturge Fernando Arrabal avait réussi à réunir 500 000 $  pour aider le jeune émigrant qui vivait difficilement à Brooklyn. Gata avait commenté : « Nous avons une tendresse particulière pour Arrabal qui nous a aidés plusieurs fois dans des moments très difficiles ; c'est un homme exceptionnel, un envoyé de Dieu pour nous ».
En 1996, Kamsky joue un match de 20 parties contre Anatoli Karpov pour le titre de champion du monde FIDE, à Elista en Kalmoukie, sous les auspices de la Fédération internationale des échecs. Il perd sur le score de 7,5 contre 10,5 (+3 -6 =9).
Après cette défaite, il arrête les échecs. Il obtient un diplôme du Brooklyn College en 1999, puis étudie la médecine pendant un an, avant de s'orienter vers le droit.
Entre 1996 et fin 2004, Kamsky ne joue plus de partie officielle, à une exception, lors du championnat du monde FIDE 1999 de Las Vegas, où il est éliminé par Alexander Khalifman au départage.

### Retour aux échecs (depuis 2004)
Kamsky ne joue plus jusqu'au 15 juin 2004, où il participe au New York Masters, à cadence rapide. Ses succès sont mitigés. Il retourne à la cadence classique lors du championnat des États-Unis 2005 où il fait un score raisonnable, sans être spectaculaire, de 5,5/9.
Lors de la coupe du monde d'échecs 2007 qu'il remporte, il se qualifie pour le prochain cycle du championnat du monde. En 8e de finale du tournoi des candidats en juin 2007, il bat le Français Étienne Bacrot.

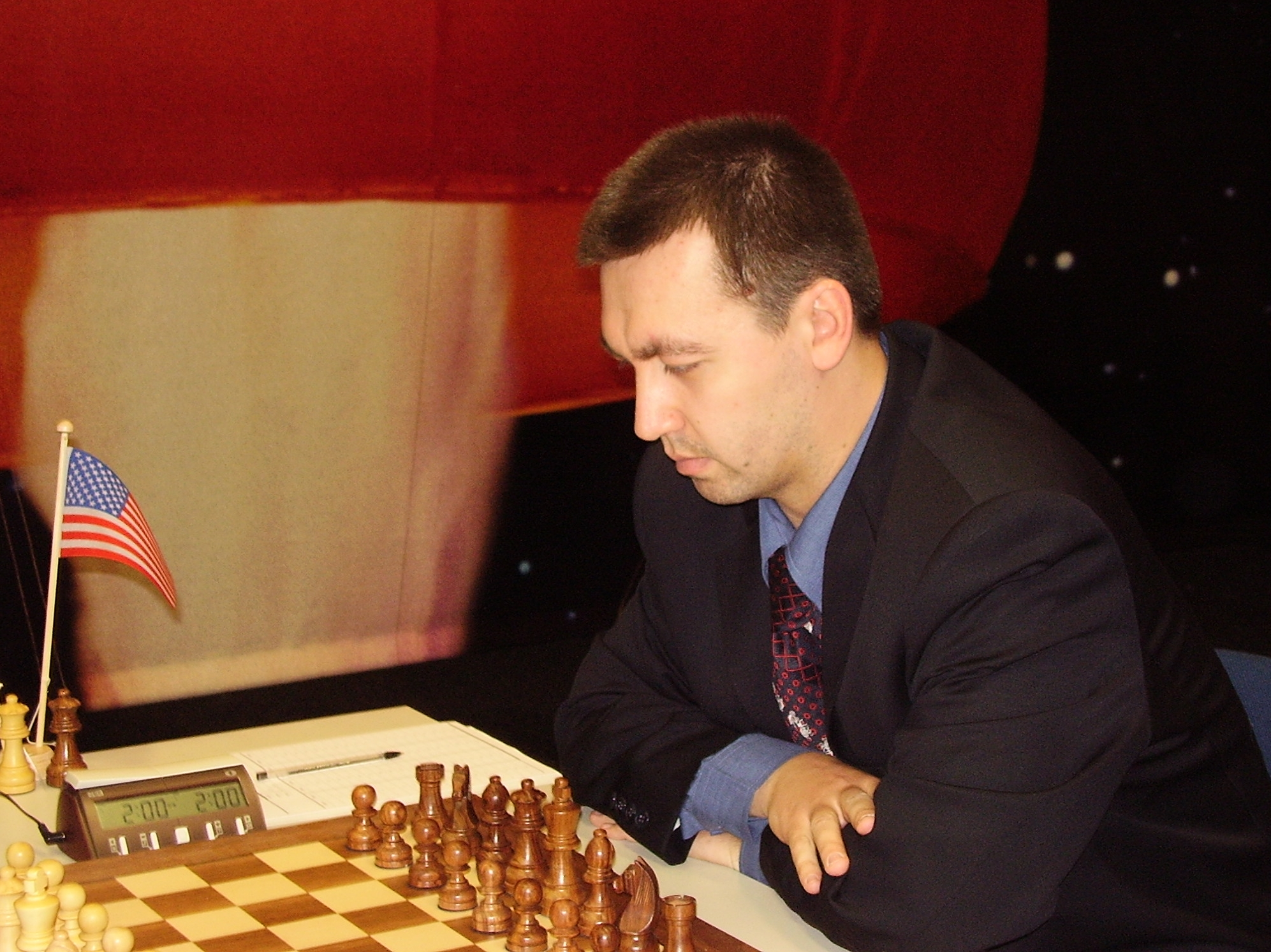
Gata Kamsky en 2006.

Au tournoi d'échecs de Sofia 2006, où participent notamment les deux premiers joueurs mondiaux Veselin Topalov et Viswanathan Anand, il finit second du tournoi derrière Topalov, bien qu’il ait le plus faible classement Elo du tournoi avec 2 671 points (33e mondial).
L'année suivante, en 2007, il termine quatrième du même tournoi.
Puis, quelques semaines plus tard, après avoir éliminé sèchement le Français Étienne Bacrot, il se fait éliminer de façon convaincante par Boris Guelfand lors des matchs des candidats au championnat du monde.

### Vainqueur de la Coupe du monde 2007
Gata Kamsky parvient à la finale de la coupe du monde de Khanty-Mansiïsk en décembre 2007, en battant Magnus Carlsen. Il remporte l'épreuve en battant en finale le joueur espagnol d'origine lettonne Alexei Shirov. 
Cette victoire le qualifie pour rencontrer l'ancien champion du monde Veselin Topalov en février 2009 dans un « match des candidats », le vainqueur de ce match devant ensuite affronter le vainqueur du championnat du monde 2008, Viswanathan Anand pour le titre de champion du monde en 2009. Mais Gata Kamsky s'incline 4½ à 2½ face à Topalov.
| Année(s)  | Lieu            | Résultat                                | Ultime adversaire                          | Adversaires battus                                                                                        |
| --------- | --------------- | --------------------------------------- | ------------------------------------------ | --- |
| 1994-1996 | Elista (finale) | finaliste                               | Anatoli Karpov                             | Paul van der Sterren, Viswanathan Anand, Valeri Salov                                                     |
| 1999      | Las Vegas       | deuxième tour                           | Aleksandr Khalifman                        | |
| 2005      | Khanty-Mansiïsk | neuvième après les matchs de classement | Aleksandr Grichtchouk (huitième de finale) | Zhao Jun, Dmitri Botcharov Ilya Smirin, Konstantin Sakaïev, Francisco Vallejo Pons, Magnus Carlsen        |
| 2007      | Khanty-Mansiïsk | Vainqueur                               | Alexeï Chirov                              | Ahmed Adly, Boris Avroukh, Kiril Georgiev, Peter Svidler, Ruslan Ponomariov, Magnus Carlen, Alexeï Chirov |
| 2009      | Khanty-Mansiïsk | troisième tour                          | Wesley So                                  | Rogelio Antonio, Zhou Weiqi                                                                               |
| 2011      | Khanty-Mansiïsk | quatrième tour (huitième de finale)     | Peter Svidler                              | Diego Di Berardino, Rustam Qosimjonov Ian Nepomniachtchi                                                  |
| 2013      | Tromsø          | quart de finale (cinquième tour)        | Ievgueni Tomachevski                       | Lou Yiping, Aleksandr Chimanov, Jon Ludvig Hammer, Shakhriyar Mamedyarov                                  |
| 2015      | Bakou           | premier tour                            | Hrant Melkoumian                           | |

### Quadruple champion des États-Unis
Gata Kamsky participe à plusieurs tournois de très haut niveau, dont une victoire à la coupe du président à Bakou en 2010 (devant Vladimir Kramnik, Shakhriyar Mamedyarov et Teimour Radjabov). Il remporte également quatre fois le championnat d'échecs des États-Unis (2010, 2011, 2013 et 2014).
En 2011, Kamsky parvient en demi-finale des matchs des candidats pour le Championnat du monde d'échecs 2012, ayant vaincu Veselin Topalov en quart de finale. Il s'incline ensuite contre Boris Guelfand.
En 2016, il remporte l'open de Cappelle-la-Grande.

## Une partie remarquable
Gata Kamsky – Garry Kasparov, Dortmund, 1992
1. d4 Cf6 2. c4 g6 3. Cc3 Fg7 4. e4 d6 5. Cf3 0-0 6. Fe2 e5 7. 0-0 Cc6 8. d5 Ce7 9. Cd2 a5 10. a3 Cd7 11. Tb1 f5 12. b4 Rh8 13. f3 Cg8 14. Dc2 Cgf6 15. Cb5 axb4 16. axb4 Ch5 17. g3 Cdf6 18. c5 Fd7 19. Tb3 Fh6 20. Tc3 Ff4! 21. cxd6 Cxg3 22. hxg3 Ch5 23. gxf4 Cxf4 24. Fc4! Ch3+ 25. Rh1! Dh4 26. Cb3 fxe4 27. Dh2 Tf5 28. f4!? Th5 29. Dg3 Dxg3 30. Txg3 exf4 31. Fb2+ Rg8 32. dxc7! Fxb5 33. Fxb5 fxg3 34. Rg2! Cg5 35. d6 Th2+ 36. Rxg3 Txb2 37. Fc4+ Rg7 38. d7   1-0.